# 日本福祉心理学会
日本福祉心理学会（にほんふくししんりがっかい、英語名 Japanese Association for Psychology for Human Services）は、福祉に関する心理学(福祉心理学)の研究促進・普及をはかることを目的に設立された学会。
事務局を千葉県八千代市保品字中台谷2014にある東京成徳大学福祉心理学科内に置いている。

## 活動
- 日本福祉心理学会大会の開催(総会・研究発表会・シンポジウム等の大会)、機関誌の発行(機関誌「福祉心理学研究」)、学会運営活動、資格「福祉心理士」の認定

## 機関誌
- 「福祉心理学研究」　年1回発行